# Klaus Rønn
Klaus Rønn (født 2. marts 1980 i Hjørring) er en dansk atlet.
Klaus Rønn vandt syv danske ungdoms- og tre junior mesterskaber på 800 meter og 1500 meter for Vejle IF. Efter et par års pause fra atletikken og en kort tid i Aarhus 1900 har han genoptaget karrieren og løber nu for Københavns IF under træner Bjarke Kobberø.

## Personlige rekorder
- 800 meter: 1.57,53